# Le Châtelet-sur-Meuse
Le Châtelet-sur-Meuse és un municipi francès situat al departament de l'Alt Marne i a la regió del Gran Est. L'any 2007 tenia 155 habitants. El riu Mosa hi neix al barri de Pouilly-en-Bassigny.

## Demografia

### Població
El 2007 la població de fet de Le Châtelet-sur-Meuse era de 155 persones. Hi havia 60 famílies de les quals 16 eren unipersonals (8 homes vivint sols i 8 dones vivint soles), 16 parelles sense fills, 24 parelles amb fills i 4 famílies monoparentals amb fills.
La població ha evolucionat segons el següent gràfic:
Habitants censats

### Habitatges
El 2007 hi havia 101 habitatges, 67 eren l'habitatge principal de la família, 31 eren segones residències i 3 estaven desocupats. Tots els 100 habitatges eren cases. Dels 67 habitatges principals, 61 estaven ocupats pels seus propietaris, 3 estaven llogats i ocupats pels llogaters i 3 estaven cedits a títol gratuït; 3 tenien dues cambres, 5 en tenien tres, 22 en tenien quatre i 37 en tenien cinc o més. 57 habitatges disposaven pel capbaix d'una plaça de pàrquing. A 31 habitatges hi havia un automòbil i a 25 n'hi havia dos o més.

### Piràmide de població
La piràmide de població per edats i sexe el 2009 era:
| Homes | Edats   | Dones |
| ----- | ------- | ----- |
| 0     | 95 o +  | 0     |
| 4     | 90 a 94 | 4     |
| 0     | 85 a 89 | 8     |
| 4     | 80 a 84 | 0     |
| 4     | 75 a 79 | 8     |
| 4     | 70 a 74 | 8     |
| 4     | 65 a 69 | 4     |
| 4     | 60 a 64 | 8     |
| 4     | 55 a 59 | 8     |
| 4     | 50 a 54 | 4     |
| 12    | 45 a 49 | 8     |
| 0     | 40 a 44 | 8     |
| 16    | 35 a 39 | 8     |
| 4     | 30 a 34 | 8     |
| 0     | 25 a 29 | 0     |
| 0     | 20 a 24 | 4     |
| 8     | 15 a 19 | 12    |
| 4     | 10 a 14 | 16    |
| 8     | 5 a 9   | 0     |
| 0     | 0 a 4   | 4     |

## Economia
El 2007 la població en edat de treballar era de 94 persones, 71 eren actives i 23 eren inactives. De les 71 persones actives 65 estaven ocupades (38 homes i 27 dones) i 6 estaven aturades (2 homes i 4 dones). De les 23 persones inactives 7 estaven jubilades, 9 estaven estudiant i 7 estaven classificades com a «altres inactius».

### Ingressos
El 2009 a Le Châtelet-sur-Meuse hi havia 68 unitats fiscals que integraven 154,5 persones, la mediana anual d'ingressos fiscals per persona era de 15.497 €.

### Activitats econòmiques
Dels 5 establiments que hi havia el 2007, 1 era d'una empresa de construcció i 4 d'empreses de comerç i reparació d'automòbils.
L'únic servei als particulars que hi havia el 2009 era un paleta.
L'únic establiment comercial que hi havia el 2009 era una floristeria.
L'any 2000 a Le Châtelet-sur-Meuse hi havia 12 explotacions agrícoles que ocupaven un total de 1.422 hectàrees.

## Poblacions més properes
El següent diagrama mostra les poblacions més properes.